# Stefanssoneiland
Stefanssoneiland (Engels: Stefansson Island) is een onbewoond eiland van de Canadese Arctische Eilanden in Nunavut. Stefanssoneiland ligt niet ver ten noordoosten van het Storkersonschiereiland van Victoria-eiland, waarvan het gescheiden is door het Goldsmithkanaal. 
Storker T. Storkerson was de eerste Europeaan die het eiland waarnam, in 1917. Storkerson werd bij zijn reis vergezeld door Vilhjamur Stefansson, naar wie het eiland vernoemd is.